# Kalmykia
Cộng hòa Kalmykia (tiếng Nga: Респу́блика Калмы́кия, chuyển tự: Respublika Kalmykiya, IPA: [rʲɪsˈpublʲɪkə kɐlˈmɨkʲɪjə]; tiếng Kalmyk: Хальмг Таңһч, Xaľmg Tañhç) là một chủ thể liên bang của Nga (một nước cộng hòa). Dân số là 289,481 (thống kê 2010).
Đây là vùng duy nhất tại châu Âu nơi đa phần người dân theo Phật giáo. Nước này còn được biết tới vì là một trung tâm cờ vua của thế giới. Cựu tổng thống Kalmykia, Kirsan Ilyumzhinov, hiện là chủ tịch Liên đoàn Cờ vua Quốc tế (FIDE). Olympiad Cờ vua thứ 38 được tổ chức tại Elista, thủ đô Kalmykia.

## Địa lý
Nước này nằm ở tây nam khu vực Nga thuộc châu Âu và giáp với tỉnh Volgograd về phía tây bắc và bắc, tỉnh Astrakhan về phía bắc và đông, biển Caspi về phía đông nam, Cộng hòa Dagestan về phía nam, Stavropol Krai về phía tây nam, và tỉnh Rostov về phía tây.
Một khoảng nhỏ sông Volga chảy qua đông Kalmykia. Những con sông lớn gồm Yegorlyk, the Kuma, và Manych. Hồ Manych-Gudilo là hồ lớn nhất; những hồ khác lớn đáng kể gồm hồ Sarpa và Tsagan-Khak. Nói chung, Kalmykia có ít hồ.
Tài nguyên thiên nhiên gồm than, dầu mỏ, và khí tự nhiên.
Đây là nơi sinh sống của linh dương Saiga, một loài động vật được bảo tồn trong Khu bảo tồn thiên nhiên Cherny Zemli.

### Khí hậu
Kalmykia có khí hậu lục địa, mùa hè nóng và khô, mùa đông lạnh với ít tuyết. Nhiệt độ trung bình tháng 1 là −5 °C (23 °F) và nhiệt độ trung bình tháng 7 là +24 °C (75 °F). Lượng mưa trung bình năm từ 285 milimét (11,2 in) ở miền đông tới 500 milimét (20 in) ở miền tây đất nước.

## Hành chính

Hành chính Kalmykia

- Elista
- Chernozemelsky
- Gorodovikovsky
- Iki-Burulsky
- Ketchenerovsky
- Lagansky
- Maloderbetovsky
- Oktyabrsky
- Priyutnensky
- Sarpinsky
- Tselinny
- Yashaltinsky
- Yashkulsky
- Yustinsky

## Lịch sử

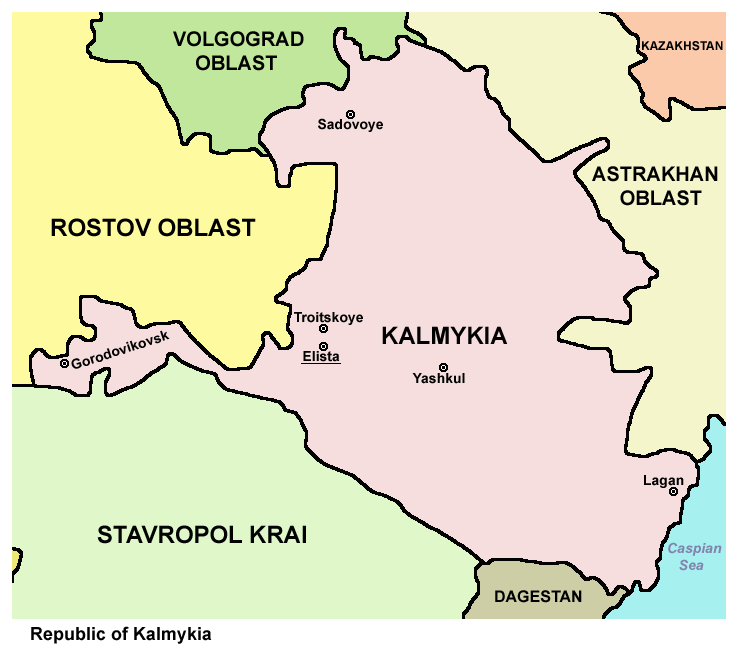
Bản đồ Cộng hòa Kalmykia

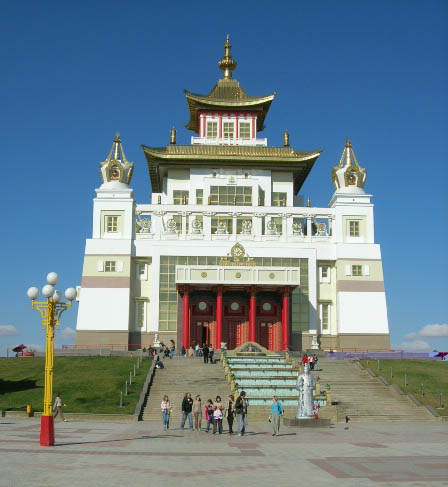
Chùa Vàng tại Elista

Theo giả thuyết Kurgan, vùng đất cao của Kalmykia từng là một cái nôi của nền văn hóa Ấn-Âu. Hàng trăm Kurgan hiện diện tại nơi này.
Lãnh thổ Kalmykia là nơi nhiều tôn giáo từng tồn tại và phát triển. Từ pagan giáo và shaman giáo thời tiền sử, đến Do Thái giáo của người Khazar. Tiếp đến là Hồi giáo của người Alan, rồi người Mông Cổ mang đến Tengri giáo. Hồi giáo trở lại với người Nogai, và cuối cùng là Phật giáo của người Oirat/người Kalmyk hiện nay.